# Herminiimonas glaciei
Herminiimonas glaciei je druh ultramikrobakterie z čeledi Oxalobacteraceae. Tyto malé gramnegativní bakterie mají na konci jejich tyčinkovitých těl mnoho dlouhých bičíků. Herminiimonas glaciei je velká od 0,5–0,9 do 0,3–0,4 µm, což je 10–50krát méně, než bakterie Escherichia coli. Tato mikrobakterie byla objevena v roce 2009, a to ve 120 000 let starém grónském ledu v hloubce 3042 m.